# غسيرة
غسيرة بلدة وبلدية تابعة لدائرة تكوت في ولاية باتنة بالجزائر.

## الموقع الجغرافي
تقع جنوب عاصمة الولاية على الحدود الفاصلة بين ولاية باتنة وولاية بسكرة. يحدها جنوبا وغربا ولاية بسكرة وشرقا بلدية تكوت وشمالا تيغانيمين ومنعة.